# Sari Hanafi

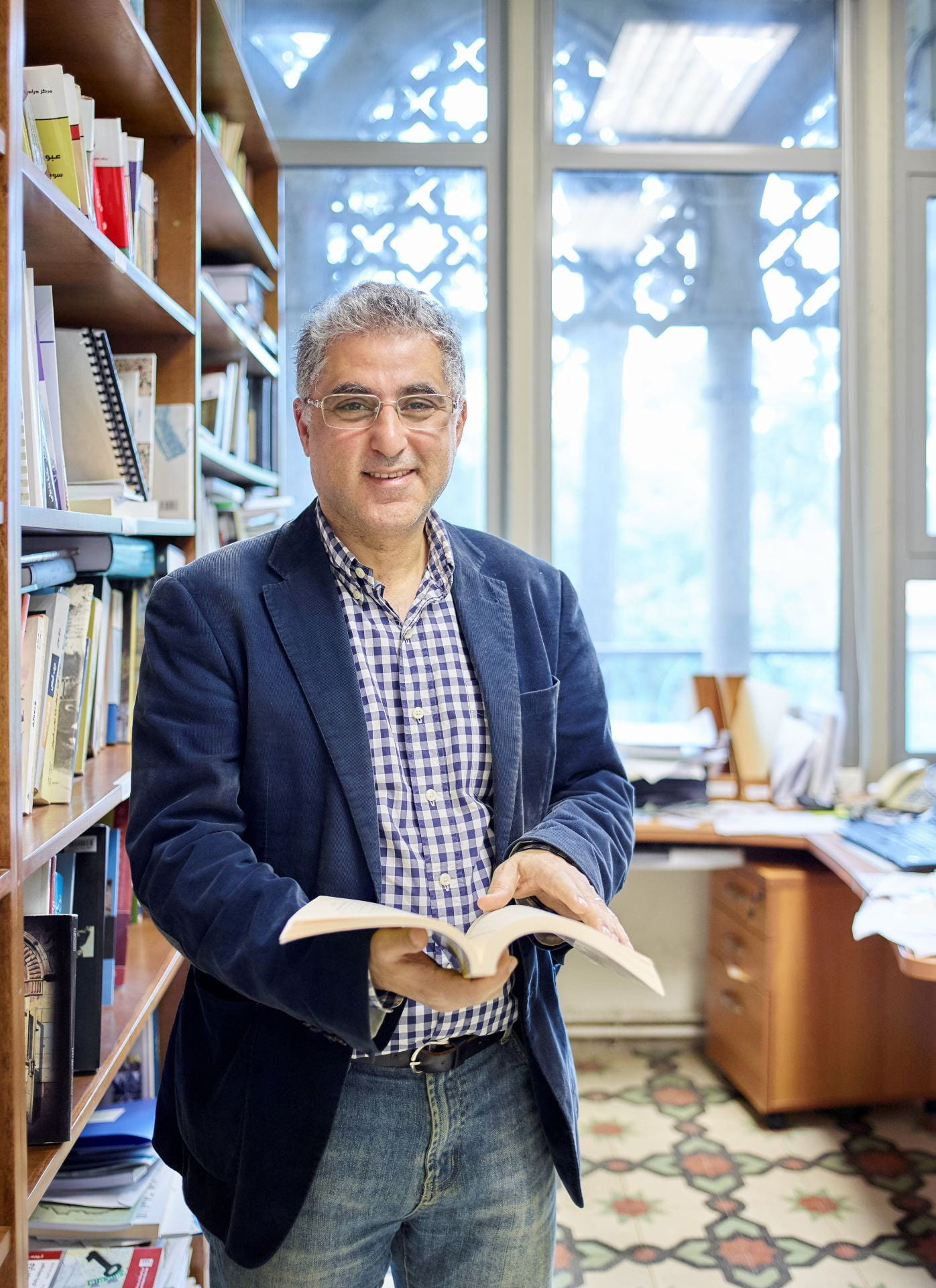
Sari Hanafi (2016)

Sari Hanafi (arabisch ساري حنفي, DMG Sārī Ḥanafī; * 1962) ist ein französisch-palästinensischer Soziologe und Professor der American University of Beirut. Von 2018 bis 2023 amtierte er als Präsident der International Sociological Association (ISA). 2022 wurde Hanafi zum korrespondierenden Mitglied der British Academy gewählt.
Nach einer Ausbildung zum Bauingenieur (Bachelor 1984 an der Universität Damaskus) war Hanafi bis Ende 1987 in diesem Beruf tätig, studierte aber gleichzeitig an der Universität Damaskus Soziologie (Bachelor 1987). 1989 machte er im Fach Soziologie das Master-Examen an der Universität Straßburg und 1994 wurde er an der École des hautes études en sciences sociales in Paris promoviert. Thema seiner Master-Thesis und seiner Dissertationsschrift ist die gesellschaftliche Bedeutung von Ingenieuren in Syrien.

## Schriften (Auswahl)
- Herausgeber mit Armando Salvatore und Kieko Obuse: The Oxford handbook of the sociology of the Middle East. Oxford University Press, New York 2022, ISBN 978-0-19-008747-0.
- Mit Rigas Arvanitis: Knowledge production in the Arab world. The impossible promise. Routledge, Taylor & Francis Group, London/ New York 2016, ISBN 978-1-138-94881-5.
- Herausgegeben mit Are Knudsen: Palestinian refugees. Identity, space and place in the Levant. Routledge, London/New York 2011; ISBN 978-0-415-58046-5.